# 허슬 & 플로우
허슬 & 플로우(Hustle & Flow)는 미국에서 제작된 크레이그 브로워 감독의 2005년 범죄, 드라마, 멜로/로맨스 영화이다. 테렌스 하워드 등이 주연으로 출연하였고 스테파니 알레인 등이 제작에 참여하였다.

## 출연

### 주연
- 테렌스 하워드
- DJ 퀄스
- 루다크리스
- 타린 매닝

### 조연
- 안소니 앤더슨
- 이삭 하에스
- 타라지 P. 헨슨
- 엘리스 닐
- 폴라 제이 파커
- T.C. 샤프

## 제작진
- 협력프로듀서: 프레스턴 L. 홈즈
- 미술: 케이스 브라이언 번즈
- 의상: 폴 시몬스
- 배역: 크리스 그레이
- 배역: 킴 하딘